# Orillia
Orillia – miasto (ang. city) w Kanadzie, w prowincji Ontario, w hrabstwie Simcoe.
Powierzchnia Orillia to 28,61 km². Według danych spisu powszechnego z roku 2001 Orillia liczy 29 121 mieszkańców (1017,86 os./km²).